# Thierry Suzan
Thierry Suzan est un journaliste, photographe, réalisateur, explorateur, écrivain, conférencier et musicien français.
Il est membre de la Société des Explorateurs Françaiset reconnu pour la qualité de ses travaux et de ses activités sur les mondes polaires. Engagé dans la sensibilisation du grand public autour des problématiques environnementales, il est connu pour son regard poétique sur les paysages, les animaux et les peuples du monde entier. 

## Biographie
Thierry Suzan est journaliste diplômé du  CUEJ (Centre Universitaire d'Enseignement du Journalisme) de Strasbourg. Grand reporter, il a fait plusieurs fois le tour du monde pour la presse nationale et internationale et pour la télévision, notamment pour National Geographic, GEO, Figaro Magazine, Thalassa et Faut pas rêver.  Avec de nombreuses expéditions en Arctique et en Antarctique, il se spécialise dans les mondes polaires et publie deux ouvrages de référence : Vertige Polaire,(Editions de La Martinitère, 2015), un ouvrage préfacé par le climatologue Jean Jouzel Prix Nobel de la Paix en 2007 en tant que vice-président du GIEC. Après le succès fulgurant du livre qui le révèle au grand public il écrit Peninsula,, une monographie sur l’Antarctique publiée par National Geographic en 2019. La prestigieuse institution américaine l’a ainsi fait entrer dans le cercle très restreint des auteurs auxquels elle a consacré un livre entier. Thierry Suzan est également l’auteur de La Beauté sauvera le Monde (Editions Prisma, 2017) , de La Poesia dei ghiacci (Touring Club Italiano, 2018) et de Vertigine Polare (Touring Club Italiano, 2015). À l'occasion de la conférence sur le climat à Paris COP21, une photographie de Thierry Suzan, représentant une colonie de manchots royaux en Géorgie du Sud, a recouvert la grande verrière extérieure de la gare de Strasbourg,,. La reproduction de cette photo sur 1 200 m2 en fait la plus grande photographie au monde. 

## Expositions
- Exposition en grand format et en extérieur "La beauté sauvera le monde" sur site UNESCO à Mons (Belgique) - 2023 [14]
- Exposition "Antarctica"[15] à 1 850 mètres d'altitude dans le cadre du premier Terre Sauvage Festival - 2021
- Exposition "La beauté sauvera le monde"[16] à l'espace Bazacle de Toulouse - 2021
- Exposition monumentale "La Beauté sauvera le monde"[17] dans le cadre des commémorations nationales de la Grande Guerre à Verdun - 2018
- "La Beauté sauvera le monde"[18] à Lagny-sur-Marne, Thierry Suzan présente 150 photos en grand format dans toute la ville - avril 2018
- Invité exceptionnel du 21e festival international de la photo animalière et de nature de Montier-en-Der en novembre 2017
- « La Beauté sauvera le monde », Palais des Congrès, Paris  - 2017
- " Vertige polaire", TUI Store, Strasbourg - 2017
- « Pérou », Festivitas, Mulhouse - 2017
- " Vertige polaire, une photographie magistrale - COP21", Strasbourg - 2015 / 2016
- " Namibie, l'arc en ciel africain", invité d’honneur, SITV, Colmar - 2015
- « Vertige polaire », Grand Nord Grand Large, Paris - 2015
- « Udaipur, la Venise de l’Orient », grilles de l’hôtel de ville, Strasbourg - 2013
- « Madagascar l’insulaire», Festival international du diaporama, Souffelweyersheim - 2012
- « Peuples du Pérou », Forum mondial de la Démocratie, Strasbourg - 2012
- " Les trésors cachés des Hospices Civils de Strasbourg", Maison de l'Alsace, Paris - 2011
- « Madagascar à  l’infini », Conseil de l’Europe, Strasbourg - 2011

## Livres
- Thierry Suzan, Peninsula, National Geographic, 312 p, 2019 [19]
- Thierry Suzan, La beauté sauvera le monde : chroniques et photos d'exception pour s'émerveiller, aujourd'hui et demain, Gennevilliers, Livre GEO édité par Prisma, 2017, 224 p. (ISBN 978-2-8104-2028-5)
- Thierry Suzan, La poesia dei Ghiacci. Vertigine Polare e luci surreali, Touring club, 2017,  (ISBN 9788836567614)
- Thierry Suzan, Vertige polaire, Paris, La Martinière, 2015, 240 p. (ISBN 978-2-7324-6784-9), préface de Jean Jouzel[20]
- Thierry Suzan, Vertigine polare, Touring club, 2015,  (ISBN 8836567614)

## Conférences
- "Voyage au coeur des plus beaux endroits de la Terre"[21] École Polytechnique Paris, 2019
- "Journalisme, changement climatique et mondes polaires"[22], École Nationale d'Administration, Strasbourg, 2019
- « Reporter des Pôles », Université des savoirs partagés, Villefranche sur Rouergue - 2016
- « Du journalisme aux Pôles, le journalisme scientifique », Imaginascience, Annecy - 2016
- « Vertige polaire », Festival du voyage Le Grand Bivouac, Albertville - 2015
- « Rencontre d’auteur », Festival Cité Métisse, Cholet - 2015
- « Vertige polaire, rencontre », 47° Nord, Mulhouse - 2015